# Kniha roku Lidových novin 2011

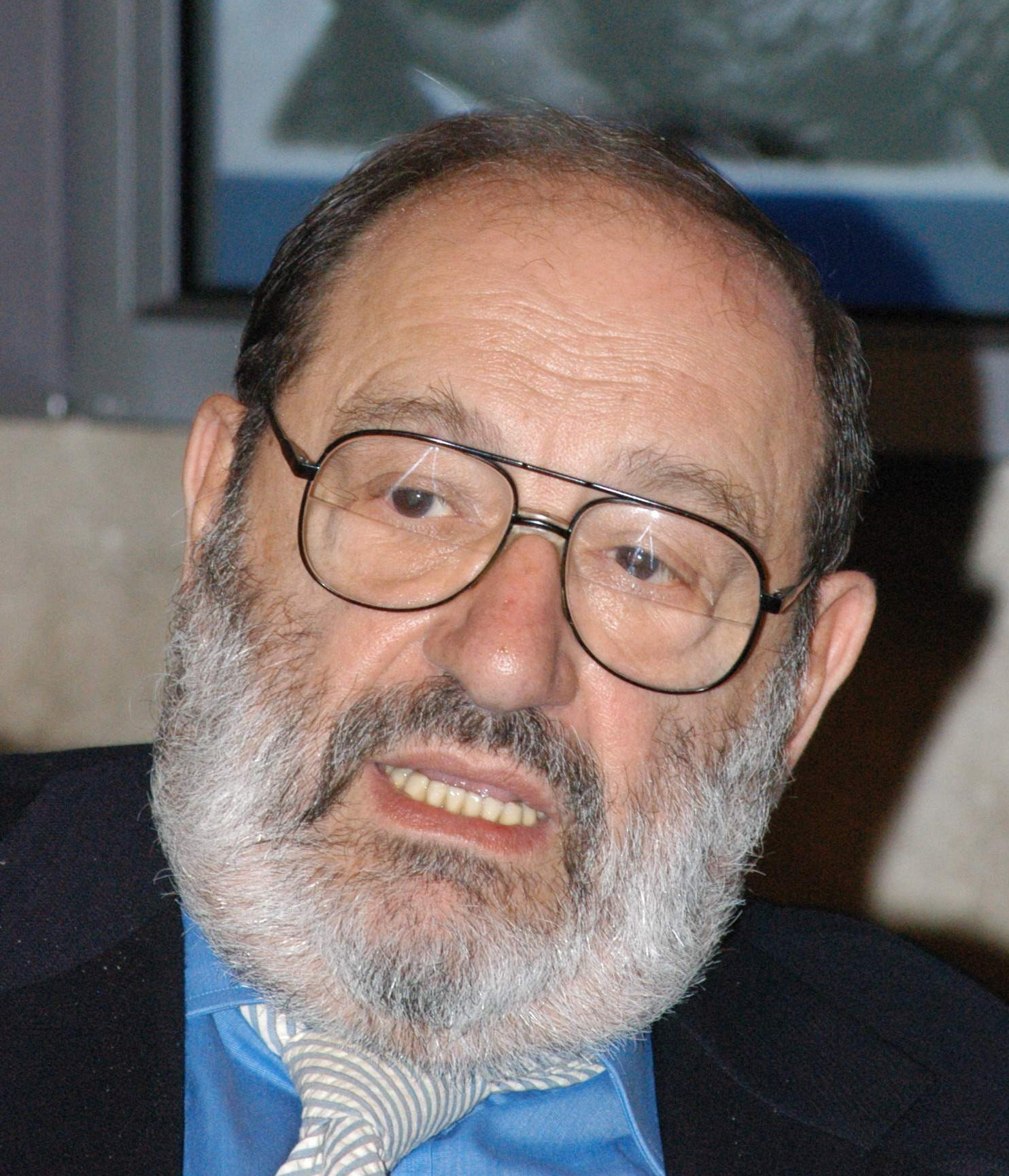
Umberto Eco

Kniha roku Lidových novin 2011 je 21. ročník od obnovení ankety Lidových novin o nejzajímavější knihu roku 2011 (do ankety jsou také započítány hlasy pro knihy vydané koncem roku 2010). V anketě hlasovalo 201 z celkových zhruba 400 oslovených osobností a s 11 hlasy zvítězil román Pražský hřbitov Umberta Eka. Hlasování se uzavřelo 30. listopadu 2011 a výsledky ankety vyšly ve zvláštní příloze Lidových novin 17. prosince 2011.

## Výsledky
1. Umberto Eco: Pražský hřbitov, překlad Jiří Pelán – 11 hlasů
2. William Shakespeare: Dílo, překlad Martin Hilský – 10 hlasů
3. Josef Chuchma, Viktor Stoilov, Jan Šulc: Torst. Dvacet let nakladatelství – 9 hlasů
4. Ladislav Jehlička: Křik koruny svatováclavské – 7 hlasů
5.–6. Vladimir Nabokov: Bledý oheň, překlad Pavel Dominik a Jiří Pelán – 6 hlasů
5.–6. George Steiner: Errata. Prozkoumaný život, překlad Lucie Chlumská a Ondřej Hanus – 6 hlasů
7.–14. Jakub Deml: Korespondence II. I tento list považujte za neúplný, editorka Šárka Kořínková – 5 hlasů
7.–14. Sylva Fischerová: Pasáž – 5 hlasů
7.–14. Jiří Gruša: Beneš jako Rakušan – 5 hlasů
7.–14. Pavel Kosatík: České okamžiky – 5 hlasů
7.–14. Czesław Miłosz: Poslední básně, překlad Josef Mlejnek – 5 hlasů
7.–14. Martin C. Putna: Václav Havel. Duchovní portrét v rámu české kultury 20. století – 5 hlasů
7.–14. Viktor Šklovskij: Sentimentální cesta, překlad Petr Šimák – 5 hlasů
7.–14. Viktor Šlajchrt: Bankrot – 5 hlasů